# Casa de los Comuneros
La Casa de los Comuneros es una edificación colonial situada en el centro de la ciudad de Bogotá, en una de las esquinas de la Plaza de Bolívar, sobre la calle El Divorcio y al occidente del Capitolio Nacional y sobre la calle 10 con carrera 8.ª.

## Historia
Gracias a antiguos registros notariales se pudo identificar que esta casa, junto a otras propiedades cercanas a esta, le pertenecieron a Juan Flórez de Ocáriz, un escribano e historiador que nació en Sanlúcar de Barrameda, Andalucía, España.
En esta edificación Juan Flórez de Ocáriz escribió en 1674 las Genealogías del nuevo Reino de Granada, las cuales el impresor de la “Real Capilla de su majestad en los años de 1674 y 1676”, José Fernández de Buendía, publicó en dos volúmenes en Madrid.
El director del archivo Nacional, don Enrique Ortega Ricaurte dio a conocer el testamento de Juan Flórez de Ocáriz, en que Ocáriz relata cómo obtuvo la Casa de los Comuneros y otras propiedades.
En el habla de cómo adquirió en el concurso de acreedores de Pedro Díaz Ochoa y Ana de Mendoza, su mujer las casas y tiendas que hacen esquina en una de las plazas con la del real acuerdo y audiencia, por una parte y por la otra con la cárcel de esta ciudad, calles en medio de las que bajan de la plaza a los conventos de Santa Clara y de la Concepción. Ocáriz ganó el remate de la casa al ofrecer, ocho mil quinientos patacones en efectivo.
La cárcel El Divorció también paso a manos de Ocáriz, esta casa estaba ubicada en la calle 10 entre las carreras 8.ª y 9.ª en frente de La casa de los Comuneros. Ocáriz en su testamento advierte que tuvo que gastar bastante dinero en la reconstrucción y reparación de sus casas y lo pudo hacer gracias a la colaboración de sus dos hijos José y don Nicolás.
Algunas de las propiedades de Ocáriz, pasaron hacer propiedad del Monasterio de la Concepción. La Casa de los Comuneros se declaró propiedad de su descendiente doña Juana María Flórez, esposa de José Antonio Ricaurte, abogado de la Real Audiencia, agente fiscal de lo civil y defensor del general Antonio Nariño. Esta casa aparece en el testamento de Ricaurte en 1804.
Sixto Durán Buendía, compró la casa de Los Comuneros en el siglo XIX y vivió allí, junto a su esposa Policarpa López Durán, quien era la hija del general José Hilario López. En 1923 los herederos de doña Policarpa vendieron la propiedad.
La casa de Juan Flórez de Ocáriz, tras el decreto No 535 del 16 de marzo de 1981, se convirtió en un museo que simbólicamente fue destinado para hacerle recordación a la revolución de los Comuneros en el año de 1782. Un lugar que alberga en su interior los “documentos de la gesta revolucionaria” y hace trascender en la historia la memoria y obra de José Antonio Galán.
Esta casa fue nombrada por el Gobierno Distrital como una casa museo y aunque es reconocida como tal, en la actualidad es una de las sedes de la Secretaria de Cultura, Recreación y Deportes.

## Arquitectura
Todavía conserva en su interior y exterior la estructura antigua de la época colonial. La primera planta de la casa era destinaba para el uso de tiendas y en la segunda planta se encontraban salones y habitaciones. Sus puertas verdes se conservan, pesadas y de una madera robusta.

## Restauración
Tras una restauración en el año de 1979, el salón principal, el cual es una legitima representación de la pintura mural en la época de la colonia y el anuncio que se encuentra en la fachada de la casa en la segunda planta que evidencia una sastrería de finales del siglo XIX, fueron las dos partes de la casa que no tuvieron ningún tipo de reconstrucción o reforma, sino que se conservaron tal cual.
El escultor Jorge Olave, creó la escultura que se encuentra en el tejado de la casa de los Comuneros y que hace referencia a Pedro Téllez, un teólogo y filósofo que se preocupó por la cultura del centro de la ciudad en los años 1990. También hizo las veintidós esculturas que se encuentran ubicadas por el sector de La Candelaria y que representan a residentes o personajes de gran importancia en la zona. Las esculturas fueron creadas en resina y fibra de vidrio. Estas esculturas están hechas a escala real.